# 男性內褲指數
男性內褲指數（英语: men's underwear index，簡稱MUI）是一種可以偵測经济衰退之後的復甦的經濟指數。其理論是男性內褲在一般經濟情形下是必需品，銷售量相對穩定。但若是嚴重经济衰退，男性內褲的購買意願就會下降。因此男性內褲銷量可以反映可自由支配開支的提高，特別是在经济衰退之後的時間。
男性內褲指數是由前聯邦準備理事會主席艾伦·格林斯潘所發現。

## 外部連結
- http://www.npr.org/templates/story/story.php?storyId=17759341 （页面存档备份，存于）
- https://web.archive.org/web/20110302061931/http://articles.moneycentral.msn.com/Investing/CompanyFocus/how-your-undies-track-the-recession.aspx
- http://www.washingtonpost.com/wp-dyn/content/article/2009/08/30/AR2009083002761.html?hpid=topnews （页面存档备份，存于）
- http://www.huffingtonpost.com/2009/09/04/unemployment-hits-97-as-e_n_277218.html （页面存档备份，存于）
- 《國際經濟》美經濟衰退？葛老：男士內褲有答案(3-3) （页面存档备份，存于） yahoo 股市
- 男性內褲賣越好，經濟就越好！現在的美國正是如此 （页面存档备份，存于） 鉅亨網